# スカンソープ問題

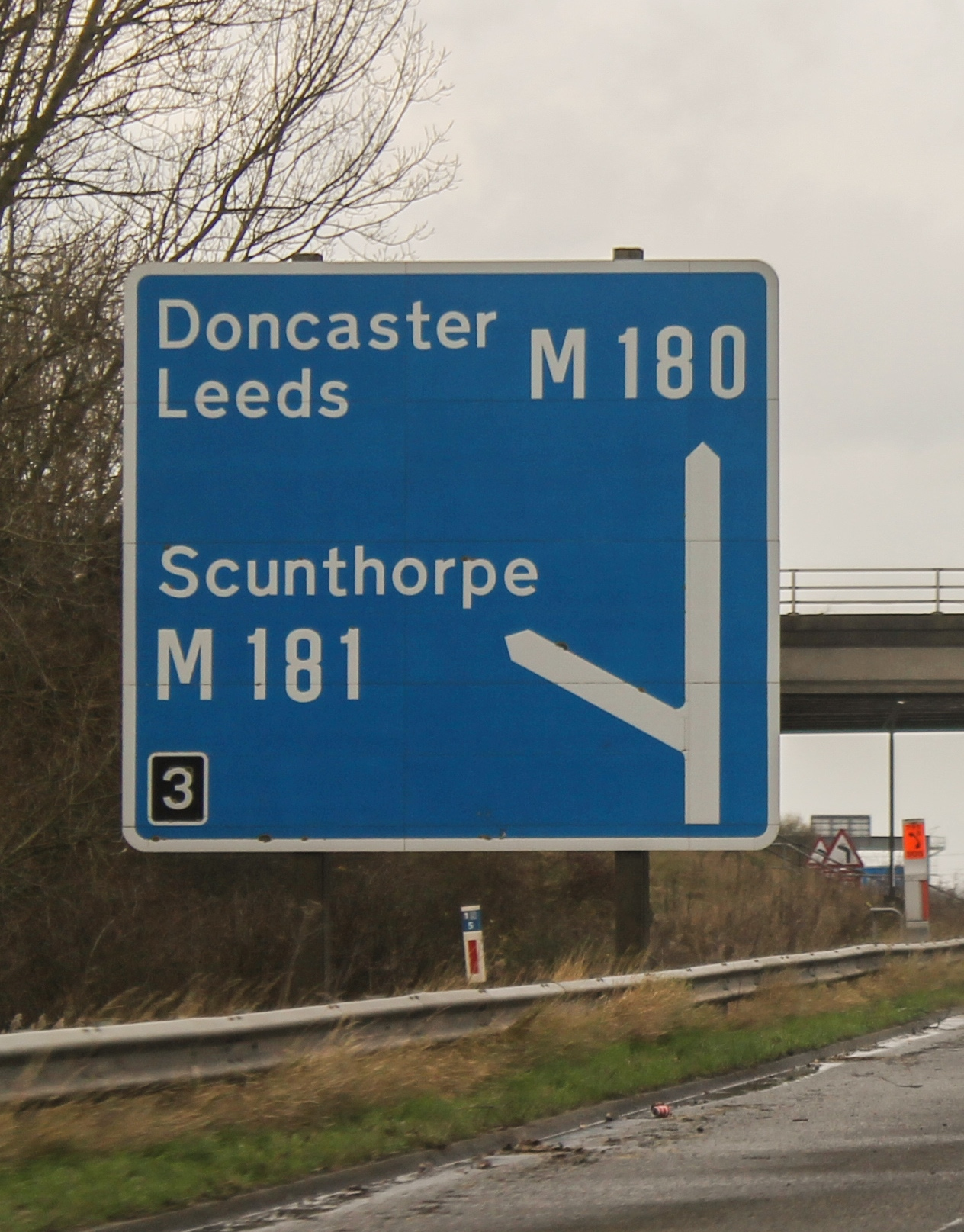
スカンソープの地名を記した標識。スカンソープ（Scunthorpe）のスペリングには英語で女性器を表す単語である"cunt"が含まれているため、しばしばスパムフィルターなどによってブロックされてしまうことがある。

スカンソープ問題（スカンソープもんだい、英語: Scunthorpe problem）は、電子メール、フォーラムの投稿、または検索結果が、その内容に別の（通常卑猥な）単語と共通する文字列が含まれているためにスパムフィルターまたはサーチエンジンによってブロックされてしまうことである。コンピューターは文書内の文字列を容易に識別できるが、ブロックのルールの範囲が広すぎると偽陽性を引き起こし、悪意のないフレーズがブロックされる恐れがある。

## 起源と歴史
この問題の名前は、イングランドのノースリンカンシャーにあるスカンソープ（Scunthorpe）の住民らがAOLアカウントを作成しようとしたところ、町の名前にcunt（訳注: 女性器を意味する罵倒語）が含まれているためにAOLの罵り言葉フィルターにアカウント作成を阻止されたという、1996年に起きた出来事にちなんでいる。数年後、Googleのフィルターも同様の過ちを犯したらしく、住民らは名前に「スカンソープ」が入っている地元企業を検索することができなくなった。

## 他の例
猥言フィルターによる誤判定には、たとえば以下のものがある。

### 拒否されたウェブドメイン名とメールアドレス
- 1998年4月、ジェフ・ゴールドはshitakemushrooms.com（しいたけマッシュルーム・ドット・コム）というドメイン名を登録しようとしたが、InterNICのフィルターに「七大卑語」が含まれているとしてブロックされた（訳注: shitは糞の意味）[3]。このフィルターは1996年からICANNへの移管までの間、有効だった。
- 2000年、ウェブフィルタリングソフトウェアに関するカナダのテレビニュースストーリーは、モントリオールアーバンコミュニティー（フランス語ではCommunauté urbaine de Montréa）のウェブサイトのドメイン名がフランス語の略称であるCUM（www.cum.qc.ca）であったために完全にブロックされていることを発見した[4]。cumは（他の意味もあるが）精液を意味する英語の俗語である。
- 2004年2月、スコットランドにて、クレイグ・コーバーン（Craig Cockburn）はHotmailで自分の苗字が使用できない旨を報告した（訳注: cockには男根という意味もある）。それとは別に職場の電子メールにおいても、スパムまたは詐欺メールの件名でよく見られた薬の名前であるシアリス（cialis）がコーバーンの肩書きであるソフトウェアスペシャリスト（software specialist）に含まれていたため、問題を抱えていた。Hotmailは名前をC0ckburn（英文字の "o" の代わりにゼロ）と綴るように伝えたが、後にこの禁止措置を覆した[5]。2010年、コーバーンはBBCのサイトに登録する際、自分の苗字の最初の4文字のせいでコンテンツフィルター問題が発生するという、類似の問題に直面した[6]。
- 2006年2月、米国マサチューセッツ州アシュフィールドの住民であるリンダ・キャラハン（Linda Callahan）は、Yahoo! で自分の名前をメールアドレスとして登録しようとしたところ、アラー（Allah）が含まれているため当初登録ができなかった。Yahoo! は後にこの禁止措置を覆した[7]。
- 2008年7月、ハーマン・I・リプシッツ博士（Dr. Herman I. Libshitz）はベライゾンから欲しかったメールアドレスを取得しようとしたが、名前にshit（糞）が含まれているため、当初取得ができなかった。広報担当者は次のようにコメントした。「一般原則としてベライゾンではメールアドレスにいかがわしい言葉をご利用頂けませんが、正当なご要求に基づいて例外を作ることができますし、実際にしております。リプシッツご夫妻からのご要求は正当ですので、この件で生じたご不便とご迷惑につきましては申し訳なく存じます。」[8]

### ブロックされたウェブ検索
- 1996年1月までの数ヶ月間、第30回スーパーボウル（Super Bowl XXX）の検索結果がフィルタリングされる場合があったが、これは大会とサイトの名前に使われているローマ数字（XXX）がポルノグラフィの識別子としても使われているためである[9]。
- ニュージーランドのファカターネ（Whakatane）の町営フリーワイヤレスサービスのフィルターが町名に関係する検索をブロックしたが、これはフィルターに使われていた発音分析によってwhakとfuckの発音が似ていると判断されたためである[10]。町名はマオリ語であり、マオリ語のwhはfとして発音するのがもっとも一般的である。
- ガレス・ロウロフスは2004年に次のように発言した。「我々は図書館のNetステーション、校内ネットワーク、そしてインターネットカフェの多くにおいて、ドメイン名にsexという単語が含まれるサイトがブロックされていることを発見した。これは、学童を対象とするRomansInSussex.co.ukにとって難題であった。」
- 2011年7月、中国において、江沢民前党総書記が死去したという主張がマイクロブログサイトの新浪微博で複数発生したことを受けて、「江」という名前に関する検索がブロックされた。「江」字は河川を意味するので、揚子江（長江）等、河川関係の検索をすると「関係する法律、法規、および政策により、この検索結果は表示できません」というメッセージが表示された[11]。

### ブロックされた電子メール
- 2001年、Yahoo! メールは誤ってmedieval（中世）をmedireviewに変更するなどした。Yahoo! は同年、HTMLメール内でJavaScriptウイルスが動作することがないようにJavaScript関連の文字列を代替バージョンに自動的に置き換える電子メールフィルターを導入していた。このフィルターはJavascript、JScript、VBScript、そしてLiveScriptという単語をハイフンで区切り、eval、mocha、そしてexpressionを、似ているが同義語とは言えないreview、espresso、そしてstatementという用語でそれぞれ置き換えた。仮説は次のようにフィルターの書き方に関係している。万一にも抜け穴の可能性が残らないようにするため、こうした文字列置換をあえてscriptセクションとscriptアトリビュートに限定しなかった、あるいはあえて単語の境界を尊重しなかった[12][13][14]。
- 2004年10月の報道によれば、ロンドンにあるホーニマン博物館（Horniman Museum）では、フィルターが誤って同博物館の名前をスケベマン（horny man）の別種の綴りだと判断したため、電子メールが一部受信できなかった[15]。
- 社会主義（socialism）、社会主義者（socialist）、そしてスペシャリスト（specialist）という単語で問題が発生する場合があるが、これはシアリス（Cialis）というスパムメールで盛んに宣伝された勃起不全用の薬のブランド名が含まれているためである。シアリスという単語をブロックすると、電子メールで送信された職務経歴書、履歴書、その他職務記述書等がブロックされやすい[16]。

#### 2つの意味がある単語が原因のブロック
- 2006年5月、英国マンチェスター出身のレイ・ケネディは、あるプランニングアプリケーションについて抗議するため地元議会に宛てて書いた電子メールが、建築物という意味でerection（勃起）という単語を使ったためにブロックされていたことに気付いた[17]。
- 2004年10月、英国ノリッチ出身の教師が送信したディック・ウィッティントン（Dick Whittington）という無言劇の宣伝メールが校内のコンピューターにブロックされていたが、これはDickという、ペニスを意味することもある単語を使用したせいであった[18]。
- 2003年2月、英国庶民院議員らは新しいスパムフィルターが自分たち宛の電子メールをブロックしていることに気付いた。討議中の性犯罪法案（Sexual Offenses Bill）への言及を含む電子メールや、センサーシップに関する自由民主党員の諮問書に関連するメッセージの一部がブロックされた[19]。また、ウェールズ語で書かれた電子メールもブロックされたが、これはフィルターがウェールズ語を認識できなかったためである[20]。
- マグナクムラウデ（magna cum laude）を獲得した卒業生らの履歴書が、cumという単語を含んでいるためにスパムフィルターにブロックされていた。cumは（この用法の場合は）ラテン語で「～と」という意味だが、英語では精液を意味する俗語として使われることがある[21]。
- ウィニペグを拠点とするThe Beaver誌に関連する電子メールとウェブ検索がブロックされたことを受けて、出版元は89年間発行したことにちなんで誌名をCanada's Historyに変更した（訳注: beaverには女性器の意味もある）[22]。発行者のデボラ・モリソンは次のようにコメントした。「1920年当時、The Beaverは全く申し分のない名前でした。もう1つの意味は今に始まったことではありませんが、その両義性は、インターネットの発展と共に全く新しい困難をもたらし始めました。この名前は、我々の成長の妨げとなってしまったのです。」[23]
- ダドリーのある議員は、電子メールの中でブラックカントリーの料理であるファゴット（faggots）に言及したところ、議会のセキュリティソフトウェアに罵り言葉フラグを立てられた（訳注: faggotにはおかまの意味もある）[24]。
- 2007年、英国鳥類保護協会で雄鶏（cock（男根））やカラ（tit（おっぱい））、鵜（Shag（セックス））やカツオドリ（Booby（おっぱい））といった鳥類学用語がディスカッションフォーラムからブロックされた[25]。
- サウス・ヨークシャーにあるペニストン（Penistone）の住民[26]。
- サリーにあるライトウォーター（Lightwater）も、twat（訳注: cuntの類義語）が含まれているために、類似の被害を受けた。
- クリザロー（Clitheroe、英国ランカシャー）の住民らは、町名に clitoris（陰核）の省略であるclitが含まれているため、度々迷惑を被ってきた[27]。

### ニュース記事の被害
- 2008年6月、米国家族協会の運営するニュースサイトで短距離走者のタイソン・ゲイに関するAP通信の記事がフィルターされ、「ゲイ」が「ホモセクシャル」に置き換わり、こうしてゲイの名前は「タイソン・ホモセクシャル」になってしまった[28]。
- ass（ケツ）はbutt（おしり）に置き換わる場合があるので、classicはclbutticに、assassinateはbuttbuttinateになる可能性がある[29]。
- 2011年12月の報道によると、ヴァージン・メディアの使用するソフトウェアがアーセナル（Arsenal（arse（ケツ）のため））や運河（Canal（analのため））等をフィルターした[30]。

### ブロックされたページ
- 2014年1月、オンラインゲームのリーグオブレジェンドで使用されるファイル、VarusExpirationTimer.luaobjとXerathMageChainsExtended.luaobjは、名前にsexが含まれているため英国の一部のISPにブロックされたと報じられた[31]。

### その他の例
- オンラインゲーム『ときめきメモリアルONLINE』のクローズドβ1テストにおいて、ゲーム内チャットで「わかんない」(「わかん」=「和姦」)、「フェラーリ」(フェラ＝口淫)、「ハンバーガー」(「ハンバ＝飯場」)等、複数の一般名称や企業名などが伏字表示され、プレイヤー間のコミュニケーションが阻害されていた。
- スマートフォン向けアプリゲーム『アズールレーン』では、「エセックス (空母)」や「サセックス (重巡洋艦)」をモチーフとしたキャラクターが登場したが、リリース当初「セックス（性行為）」がNGワードであったため、ゲーム内チャットにおいて名前を出すことができなかった。現在は修正済み。
- ニコニコ生放送において、Webブラウザーの「スレイプニル（Sleipnir）」は「レイプ（rape）」が含まれているため、コメントでこの名前を使用することができず、名前を出す際は英語表記の「Sleipnir」か「プニル」の略称が使用される。
- Minecraftにおいて、差別用語ともされる「jap(ジャップ)」が入力できないようにした(jaのあとにpが入力されるとエラーメッセージを表示する)ため「japan」も入力できなくなる問題が発生した[32]。